# Johannes Lepsius

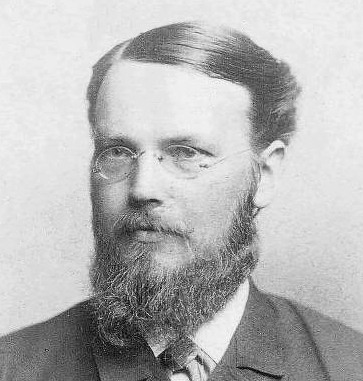
Johannes Lepsius

Johannes Lepsius (* 15. Dezember 1858 in Berlin; † 3. Februar 1926 in Meran) war ein deutscher evangelischer Theologe und Orientalist, der sich hauptsächlich mit der Geschichte des armenischen Volkes befasste.

## Familie

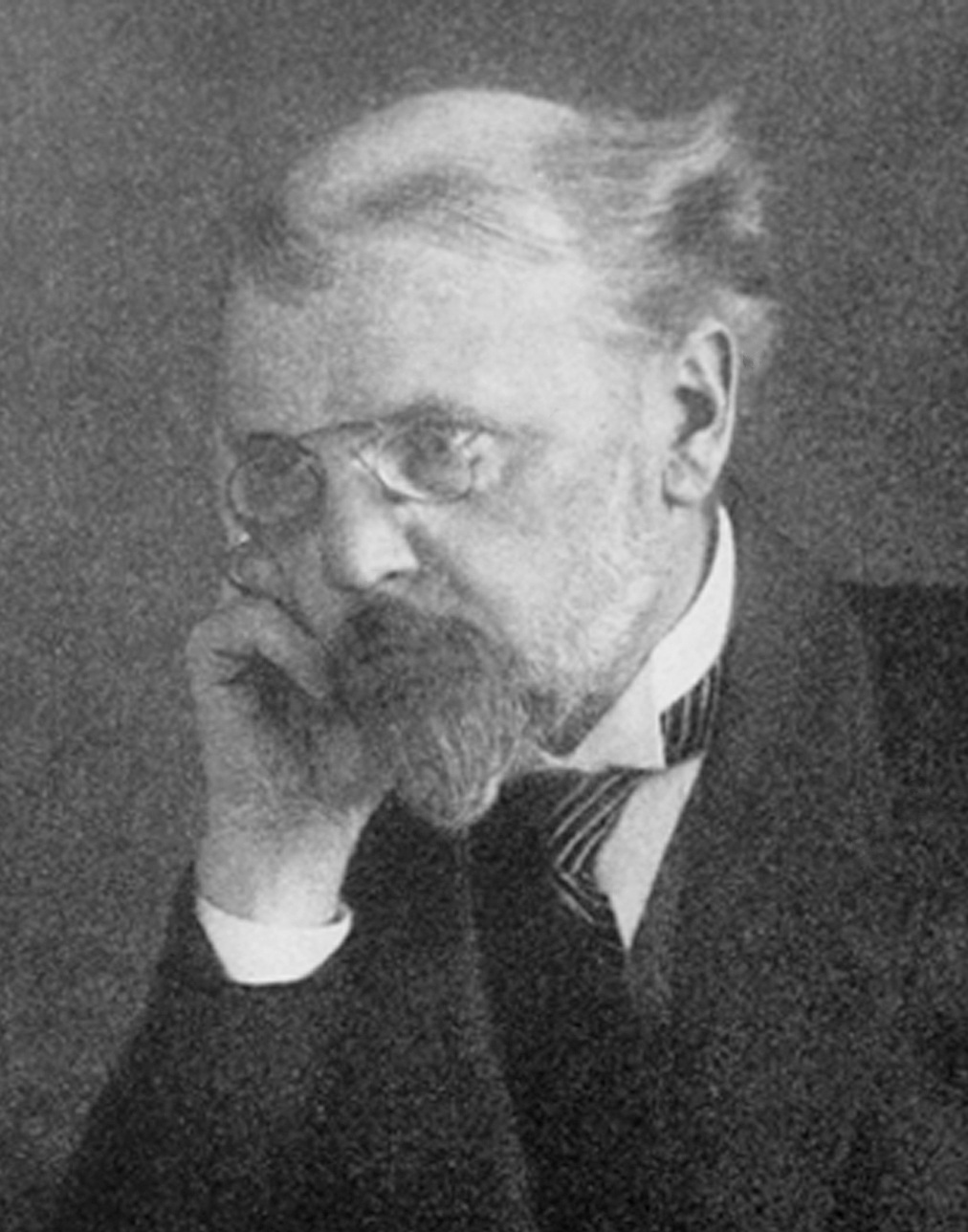
Johannes Lepsius

Johannes Lepsius und Johannes Avetaranian

Johannes Lepsius war der jüngste Sohn des Begründers der Ägyptologie in Deutschland, des Ägyptologen Karl Richard Lepsius, und seiner Ehefrau Elisabeth, geborene Klein (1828–1899), einer Urenkelin des Berliner Aufklärers Friedrich Nicolai. Johannes Lepsius wuchs in einem Elternhaus mit weitem intellektuellen Horizont auf. Im Hause Lepsius trafen sich viele wichtige Persönlichkeiten des Kaiserreiches aus Politik, Kultur und Kirche.
Er hatte fünf Geschwister, darunter den Geologen und Rektor der Technischen Hochschule Darmstadt Richard Carl Georg Lepsius (1851–1915), den Chemiker und Direktor der Chemischen Fabrik Griesheim Bernhard Lepsius (1854–1934) sowie den Porträtmaler und Mitglied der Akademie der Wissenschaften Reinhold Lepsius (1857–1922).
Sein Großvater war der Naumburger Landrat Carl Peter Lepsius (1775–1853), sein Urgroßvater Johann August Lepsius (1745–1801) war Oberbürgermeister von Naumburg (Saale). Seine erste Frau war Margarethe (Maggie) Zeller. Sie entstammte der international bekannten württembergischen Missionarsfamilie Zeller, ihr Vater war Reverend Johannes Zeller (1830–1902), Leiter der Bischof-Gobat-Schule (Gobat School der CMS) in Jerusalem. Lepsius und seine Frau lernten sich im osmanischen Jerusalem kennen. Maggie Lepsius war eine Enkelin des Jerusalemer Bischofs Samuel Gobat und eine Nichte von Dora Rappard. Sie starb schon am 17. Oktober 1898 und hinterließ sechs Kinder. Im Jahr 1900 heiratete er seine zweite Frau, Alice Breuning. Sie war die Schwester seiner Schwägerin, der Ehefrau von Pastor Friedrich Zeller, einem Bruder von Maggie Lepsius. Mit ihr hatte er noch sechs weitere Kinder.

## Leben
Lepsius studierte zunächst Mathematik und Philosophie in München und promovierte schon 1880 mit einer preisgekrönten Arbeit zum Doktor der Philosophie. Später studierte er Theologie. In Jerusalem lernte Lepsius von 1884 bis 1886 viele Probleme vor Ort kennen, als er Hilfsprediger der Evangelischen Gemeinde in Jerusalem war und im Vorstand des Syrischen Waisenhauses arbeitete, das aufgrund von Massakern an der christlichen Bevölkerung 1860 gegründet worden war. Er war auch der Mitbegründer der Deutschen Orientmission und arbeitete mit Johannes Avetaranian, einem zum Christentum übergetretenen Mollah, zusammen. Ziel war „die Missionsarbeit unter Muslimen und zwar weniger durch Predigen als durch tätige Nächstenliebe“.

### Lepsius und die Massaker an den Armeniern
Sein Hauptwerk ist das von ihm ins Leben gerufene Armenische Hilfswerk. Als Reaktion auf die Armeniermassaker Abdülhamids II. 1894 bis 1896, die bereits genozidalen Charakter hatten, gründete er 1896/1897 mit einer großen Werbekampagne, die ihn durch ganz Deutschland führte, sein Hilfswerk. Er hatte, getarnt als Teppichfabrikant, die Regionen besucht, in denen die Massaker stattgefunden hatten. Es wurden Hilfsstationen sowohl in der Türkei als auch in Persien und Bulgarien aufgebaut, denn die von Mord und Totschlag bedrohten Christen flüchteten damals aus dem Osmanischen Reich in jene Länder. Später kamen nach dem Völkermord an den Armeniern, den die Türken im Schatten des Ersten Weltkriegs (ab 1915) verübten, Flüchtlingsheime und Waisenhäuser sowie Armenier-Neusiedlungen in Syrien und Libanon hinzu. 1914 war er Mitbegründer der in Berlin gegründeten Deutsch-Armenischen Gesellschaft.
Johannes Lepsius engagierte sich für die Armenier, seit er als sehr junger Mann in Ägypten in Begleitung seiner Eltern Kontakte zu Armeniern knüpfen konnte. Während einer Türkeireise wurde er Zeuge der Pogrome gegen die Armenier Ostanatoliens. Diese Verbrechen prangerte er in deutschen Medien und auf Vorträgen an. Unter anderem in Urfa gründete er mehrere karitative Einrichtungen für Armenier, die bis 1917 von seiner dänischen Mitarbeiterin Karen Jeppe geführt wurden, die wie Lepsius während des Ersten Weltkrieges zahlreichen Armeniern das Leben rettete.
Lepsius arbeitete in Urfa auch mit der Amerikanerin Corinna Shattuck (1848–1910) zusammen. Diese hatte die hamidischen Massaker in der Stadt Urfa und die Lebend-Verbrennung tausender Armenier in der dortigen Kathedrale Ende 1895 miterlebt. Corinna Shattuck hatte diese Verbrennung als „Holocaust“ der Urfa-Armenier bezeichnet.
Von der Reise zurückgekommen, publizierte Lepsius in Deutschland einen Tatsachenbericht, der fast täglich in Fortsetzung im August und September 1896 im vielgelesenen Berliner Reichsboten erschien. Diese Artikel wurden als Buch zusammengefasst und bildeten die erste bedeutende Armenien-Dokumentation von Johannes Lepsius. Ihr Titel lautete: Armenien und Europa. Eine Anklageschrift wider die christlichen Großmächte und ein Aufruf an das christliche Deutschland. Die erste Auflage war 1896 in den Berliner Buchläden zu finden. Fast gleichzeitig kam in Lausanne die französische Übersetzung heraus, und 1897 erschien die englische Ausgabe in London. 1898 wurden sogar Teile ins Russische übersetzt und in Moskau publiziert. Schon diese erste Dokumentation verhalf dem evangelischen Theologen und Direktor des Armenischen Hilfswerkes europaweit zu Ansehen.

### Völkermord 1915–1917
Lepsius ist zudem bekannt durch seine Dokumentation des Völkermords an den Armeniern 1915/1916. Sie trägt den Titel Bericht über die Lage des armenischen Volkes in der Türkei und wurde am 7. August 1916 von der deutschen Zensur verboten. 20.000 Exemplare waren bereits an Adressaten in ganz Deutschland verschickt, bevor die Zensur zugriff. Die Schrift enthält Augenzeugenberichte, die beschreiben, wie Armenier gezielt ermordet wurden, erdolcht, erschossen oder mit gefesselten Händen im Euphrat ertränkt wurden. Lepsius beschreibt, wie die Armenier von überall her in die Wüsten Mesopotamiens getrieben wurden, wo sie durch Hunger, Durst und Erschöpfung umkamen. Es gibt eine weitere Auflage der Dokumentation, welche um ein Gespräch mit Enver Pascha im Jahr 1915 erweitert ist. Sie trägt den Titel Der Todesgang des armenischen Volkes.
1908 hatten die Armenier des Osmanischen Reiches große Hoffnungen in die Jungtürkische Revolution gesetzt, die dem verhassten Regime Abdul Hamids (1876–1909) ein Ende setzte. Während des Ersten Weltkrieges kam es aber, insbesondere während der kritischen Wochen im April 1915, als eine alliierte Invasion Konstantinopels unmittelbar drohte (Schlacht von Gallipoli), zu Übergriffen auf die armenische Bevölkerung zunächst in der Hauptstadt, in Gestalt von Massenverhaftungen und Deportationen, und später dann in den von Armeniern besiedelten Gebieten Ostanatoliens. Lepsius setzte in dieser Zeit mit seinem von ihm gegründeten Hilfswerk die humanitären Aktivitäten fort und versuchte politisch Einfluss zu nehmen, besonders in Deutschland, das zu dieser Zeit der wichtigste militärische Verbündete des Osmanischen Reichs war und Tausende Soldaten und Offiziere in der Türkei stationiert hatte, aber auch bei direkten Gesprächen mit Offiziellen in der Türkei, etwa dem Oberbefehlshaber Enver Pascha.
Die politischen Parteien in Deutschland ignorierten Lepsius’ Mahnungen weitgehend. Liberale Politiker wie Ernst Jäckh und Friedrich Naumann unterstützten lautstark die deutsch-türkische Waffenbrüderschaft, die SPD, die die Burgfriedenspolitik nicht gefährden wollte, hüllte sich in Schweigen. Lediglich der katholische Zentrumsabgeordnete Matthias Erzberger unterstützte Lepsius und reiste selber auf eigene Faust in die Türkei, um mit den jungtürkischen Machthabern zu verhandeln. Lepsius musste schließlich wegen drohender strafrechtlicher Verfolgung im Zusammenhang mit der deutschen Militärzensur seine Aktivitäten im benachbarten Ausland fortsetzen.
Eines der wichtigsten Werke von Lepsius ist seine 1919 veröffentlichte Publikation Deutschland und Armenien 1914–1918: Sammlung diplomatischer Aktenstücke, auch bekannt als Lepsiusdokumente, die später zum wichtigsten Schriftstück zum Völkermord an den Armeniern wurden. Das Auswärtige Amt hatte Lepsius 1918 die Aufgabe erteilt, das Aktenmaterial über die Haltung der deutschen Regierung in der Armenierfrage zu veröffentlichen. Lepsius selbst ging es bei seiner Arbeit aber nicht nur um das Verwischen der deutschen Spuren, sondern darüber hinaus um das „in den Vordergrund Stellen der Faktizität des Völkermords an den Armeniern“. Lepsius beschreibt die schwierige Aufgabe beim Erstellen dieses Werkes mit den Worten, dass es „eine Kunst zwischen den vier Fronten Entlastung Deutschlands, Belastung der Türkei, Reservebedürftigkeit des Amtes und Vertrauensgewinnung der Armenier war“.
Sein Engagement fand unter anderem eine Würdigung in Franz Werfels Roman Die vierzig Tage des Musa Dagh, in dem Werfel zwei Kapitel auf die Beschreibung von Lepsius’ Einsatz verwendete. Speziell seine bereits erwähnten Verhandlungen mit Enver im Jahre 1915 werden in dramatischer Form beschrieben. In dem Werk begegnet Lepsius als Vertreter des Prinzips des Guten dem Enver Pascha, dem Prinzip der totalen Amoralität jenseits allen Schuldbewusstseins.

## Gedenken

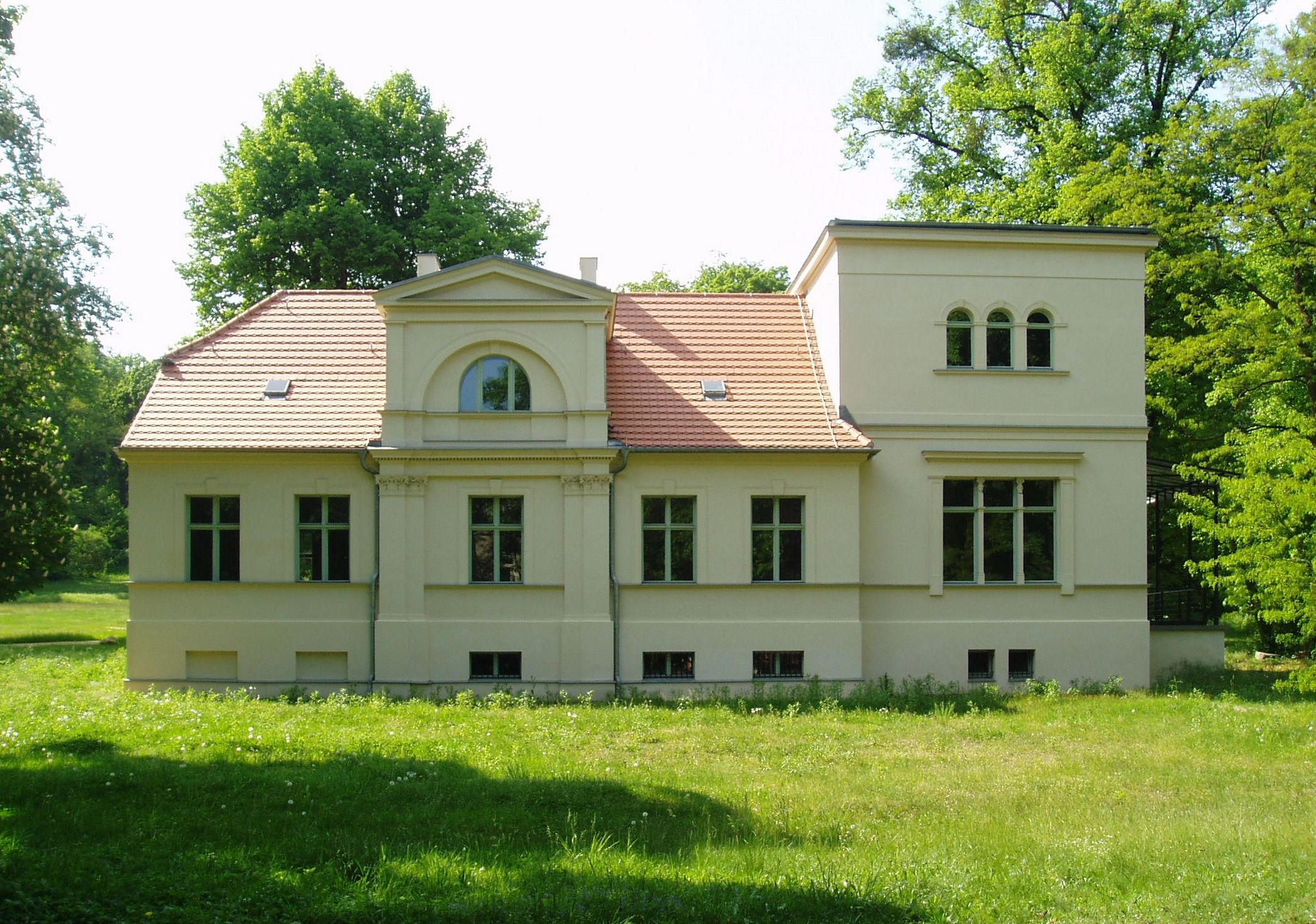
Das Lepsiushaus in der Großen Weinmeisterstraße, Potsdam.

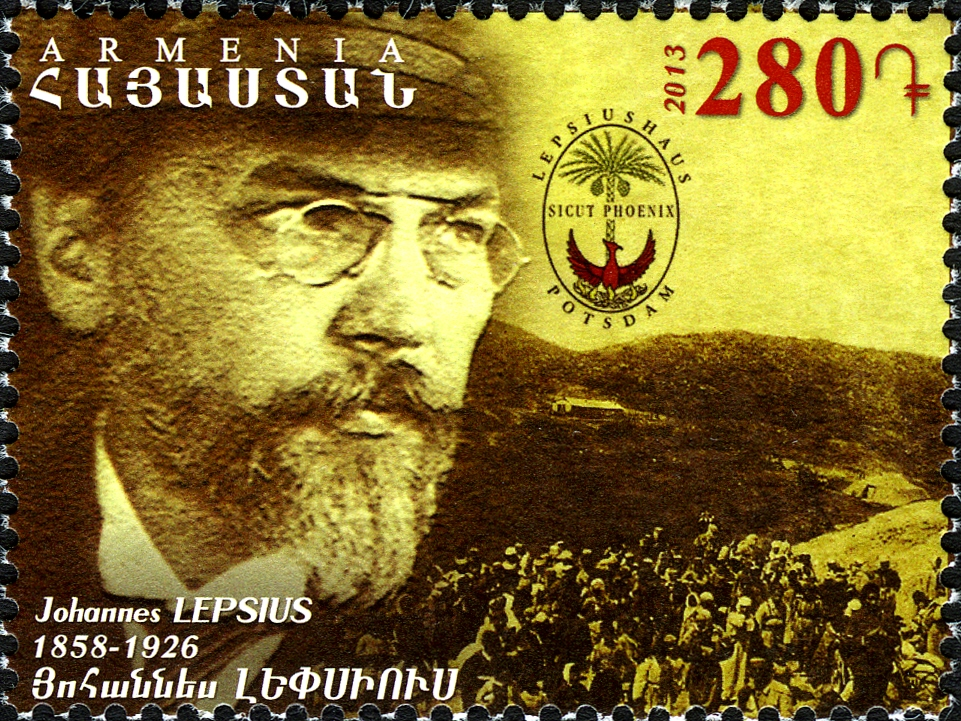
Im Gedenken an Johannes Lepsius wurde 2013 in Armenien eine Briefmarke herausgebracht.

Im unterhalb des Pfingstbergs gelegenen Lepsiushaus in Potsdam, in dem Johannes Lepsius von 1908 bis 1925 wohnte und arbeitete, ist seit dem 2. Mai 2011 das Lepsius-Archiv, das sich bis dahin noch an der Martin-Luther-Universität Halle-Wittenberg befand, sowie eine Forschungs- und Begegnungsstätte untergebracht. Gründer des Lepsius-Archivs war der Theologe Hermann Goltz. Zudem ist eine Bibliothek, eine Forschungs- und Begegnungsstätte für internationale wissenschaftliche und ökumenische Zusammenarbeit sowie die Wiederbelebung der bereits von Lepsius seit 1923 aufgebauten Deutsch-Armenischen Akademie vorgesehen. Das Lepsiushaus wurde am 2. Mai 2011 von Kulturstaatsminister Bernd Neumann eröffnet. In den Jahren 2001/2002 kam es deswegen zu einem politischen Konflikt mit der Botschaft der Türkei, die jegliches Gedenken an Johannes Lepsius zu verhindern trachtet. Die offiziellen Stellen in der Türkei leugnen den Völkermord an den Armeniern.
Schon zuvor, im Jahr 2009, kritisierte Kenan Kolat, der Bundesvorsitzende der Türkischen Gemeinde in Deutschland (TGD), in der türkischen Zeitung Hürriyet anlässlich eines Interviews die Aufnahme der Themen Völkermord an den Armeniern und Leugnung des Völkermords an den Armeniern in die Lehrpläne und Schulbücher des Bundeslandes Brandenburg sowie das geplante Denkmal für Johannes Lepsius und kündigte ein entsprechendes Schreiben an die Bundeskanzlerin Merkel an. Diese „geschichtlichen Ereignisse“ seien „bisher unzureichend und einseitig behandelt worden“, das Thema „gefährde den inneren Frieden“ türkischer Schüler und könne diese unter „psychologischen Druck“ setzen.
In Friesdorf bei Mansfeld, wo Lepsius von 1887 bis 1896 Pfarrer war, erinnert seit dem Jahr 2008 ein Gedenkstein an das Wirken des Ehepaares. In Potsdam wurde eine Straße und in Jerewan die 88. Grundschule in der Karachanjan-Straße nach Johannes Lepsius benannt.
2015 wurde im Garten des Lepsius-Hauses die Marmorskulptur Zivilcourage des Bildhauers Roland Stelter als Hommage an Johannes Lepsius’ Wirken errichtet, mit Unterstützung des Ministeriums für Wissenschaft, Forschung und Kultur des Landes Brandenburg, der Stadt Potsdam, der Forschungs- und Begegnungsstätte Lepsius-Haus und der Stiftung Preußische Schlösser und Gärten Berlin-Brandenburg.

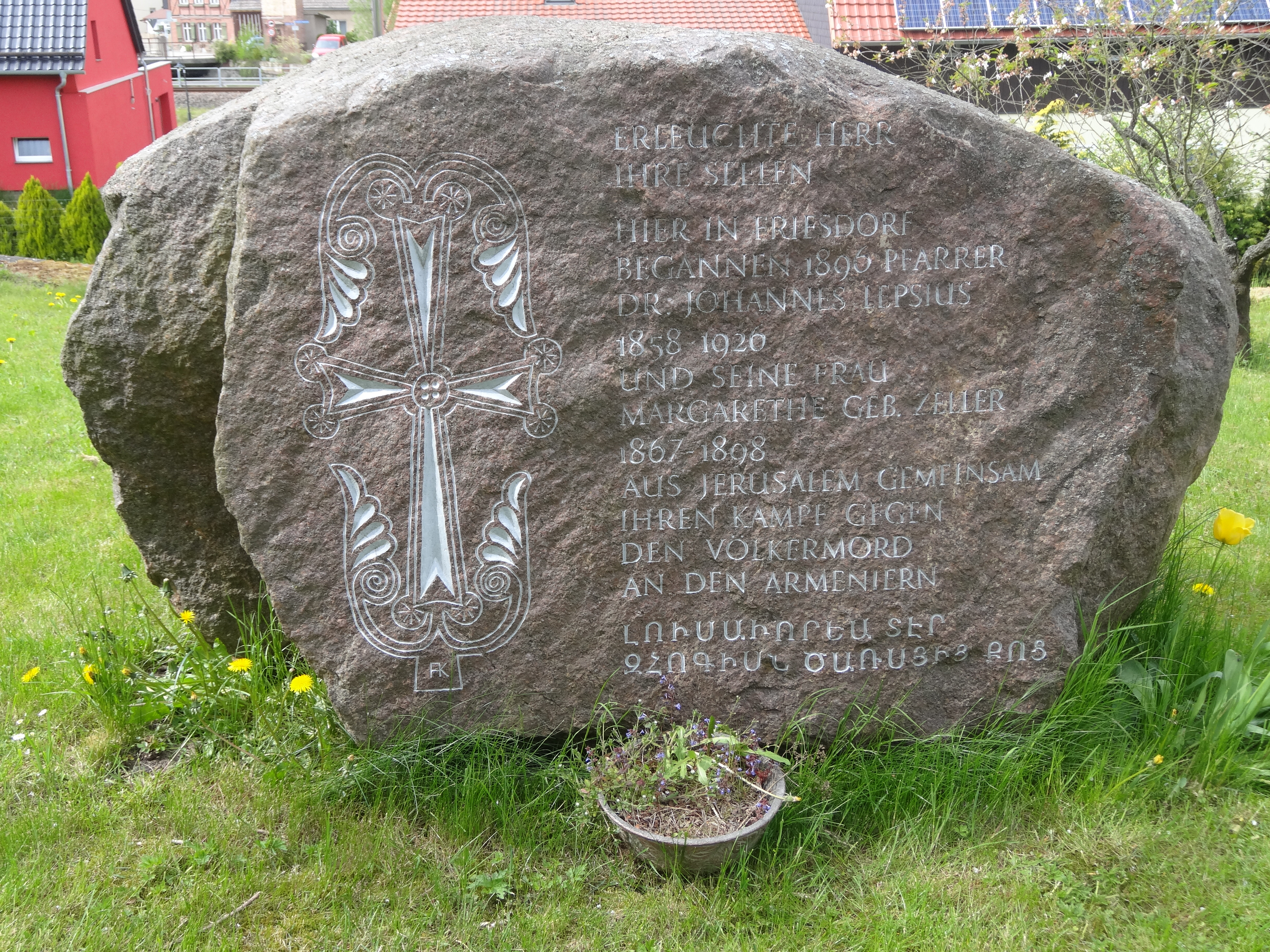
Gedenkstein in Friesdorf bei Mansfeld
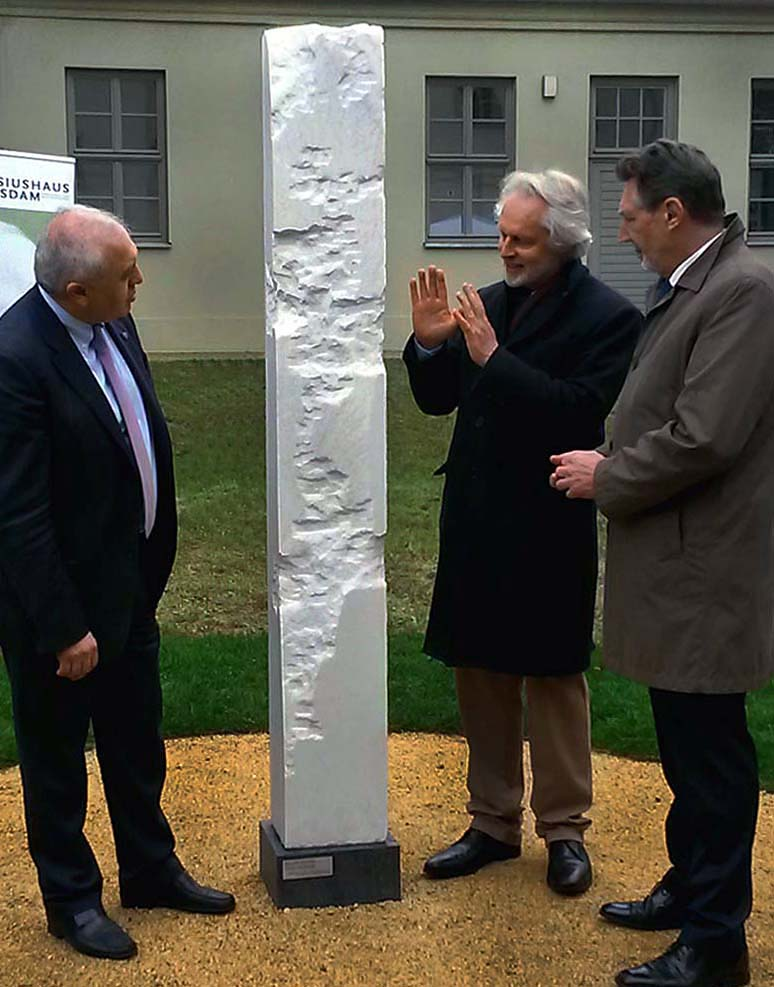
Einweihung der Skulptur von Roland Stelter am Potsdamer Lepsiushaus

## Schriften
- Schauspiel und Bühne. Beiträge zur Erkenntnis der dramatischen Kunst. München 1880; gemeinsam hrsg. mit Ludwig Traube.
- Armenien und Europa. Eine Anklage-Schrift wider die christlichen Großmächte und ein Aufruf an das christliche Deutschland. Berlin-Westend 1896, 2. Auflage (Digitalisat im Textarchiv – Internet Archive).
- Bericht über die Lage des armenischen Volkes in der Türkei. Tempel-Verlag, Potsdam 1916 (Digitalisat, FAU Erlangen-Nürnberg). Neuauflage 2011, Gerhard Hess Verlag, ISBN 978-3-87336-368-7.
- Deutschland und Armenien 1914–1918: Sammlung diplomatischer Aktenstücke. Potsdam 1919 (Digitalisat im Textarchiv – Internet Archive).
- Der Todesgang des armenischen Volkes: Bericht über das Schicksal des armenischen Volkes in der Türkei während des Weltkrieges. Potsdam 1919 (Digitalisat im Textarchiv – Internet Archive).
- Die große Politik der europäischen Kabinette 1871–1914. Berlin 1924, mehrere Bände (Digitalisate auf archive.org).
- Johannes Lepsius: Der Weg des Grauens, Armenisches Hilfswerk Dr. Lepsius, Potsdam 1916, DNB 361509731; 2. Auflage, Bureau des armenischen Hilfswerkes, Potsdam, Roonstraße 13, 1920 (= Flugblatt Nr. 7 Weltkriegssammlung; Digitalisat, Deutsche Nationalbibliothek).